# Heddy Kun
Heddy Kun est une peintre israélienne née en 1936 à Zagreb en Yougoslavie.
Son enfance est marquée par la mort de ses parents lors de la Shoah. Elle se réfugie et se cache avec son frère et sa grand-mère à Budapest. Après des études à l'Académie des Arts de Budapest, elle émigre en Israël en 1956. Son sens particulier de la couleur se retrouve notamment dans ses peintures de paysages. Sa peinture, influencée par Cézanne, est constituée de couches qui lui donnent une profondeur spéciale.
Elle a exposé un très grand nombre de fois en Israël, à New York et à travers le monde, notamment à Londres, Budapest, Sydney, Amsterdam, Paris, Berlin, Toronto, Rome ou Bruxelles.